# 迪科普斯巴赫河
50°49′44.09″N 6°58′50.96″E / 50.8289139°N 6.9808222°E
迪科普斯巴赫河（德語：Dickopsbach），是德國的河流，位於該國西部，流經北萊茵-威斯特法倫州，屬於萊茵河的左支流，河道全長10.4公里，流域面積27.7平方公里。